# 蜀漢の滅亡
蜀漢の滅亡（しょくかんのめつぼう）では、中国の三国時代における、魏の鄧艾・鍾会らが蜀漢（蜀）を滅ぼした戦いについて記述する。

## 前史
蜀漢の丞相の諸葛亮が234年に死去した後、蜀漢の国力は徐々に衰えていた。そして姜維の相次ぐ北伐と256年の段谷の戦いでの大敗により、国力は大いに衰えた。また258年以降に宦官の黄皓が政治権力を握り、蜀漢の政治は大いに乱れた。
従来の漢中の防衛法は諸陣営を交錯させて守備するものだったが（魏延の重門之計とされる）、姜維は諸陣営を引き退かせ、兵を漢・楽の2城に集中させ、敵が疲弊して撤退した時に追撃して敵を殲滅するのを目的とした防衛法に変えた。
魏は一貫して蜀を滅ぼす方針であり、征西府（雍州都督府）に属する官職として征蜀護軍（曹真・秦朗・夏侯儒・戴陵・夏侯覇・胡烈）、あるいは四征将軍とは別に征蜀将軍（衛臻・趙儼・司馬昭）の職を設け、常にその機会をうかがって来た（同様に、呉に対する将軍号・護軍職に殄呉護軍・殄呉将軍がある）。
度重なる北伐に疲弊し、蜀漢の国力が衰えたと考えた魏の大将軍の司馬昭と、その部下であった鍾会は蜀漢を制圧できると考えて、益州の地形を調査し、状勢を検討し、討伐の計画を練った。
また司馬昭は船を大量に建造し、表向きは呉を討伐する準備をしているように見せかけた。

## 経過
263年夏5月、魏皇帝曹奐の勅令が下され（実質は司馬昭の命令と考えられる）、秋（後主伝では夏）、蜀漢討伐が開始された。征西将軍の鄧艾が兵3万余を率い甘松・沓中に駐屯している姜維を攻撃し、雍州刺史の諸葛緒が兵3万余を率い武街・橋頭（武都・高楼）に進発、前後から姜維を挟撃することとなった。また、鎮西将軍の鍾会は兵10万余を率い漢中を攻撃することとなった。
姜維は魏の蜀漢攻撃を察知すると、蜀漢皇帝の劉禅に援軍を要請した。しかし黄皓は占いを信じて敵は攻めてこないと考え、劉禅に姜維の援軍要請を無視するように進言した。そのため援軍の出動は遅れ、鍾会が駱谷に、鄧艾が沓中に侵入しようとする時になって初めて廖化・張翼・董厥らを援軍として派遣した。
姜維は鍾会が漢中に攻め入ったのを知ると、後退しようとした。姜維は後退時に鄧艾の部将である金城太守・楊欣、隴西太守・牽弘らの追撃を受け、戦ったが敗れ、趙雲の子趙広らが戦死した。さらに姜維は諸葛緒に退路を塞がれそうになったが、退避行動を取ったことにより、諸葛緒軍を回避することに成功した。
蜀漢の護軍蔣斌が漢城・監軍王含が楽城をそれぞれ5000人の兵で守られていたが、鍾会は前将軍の李輔と護軍の荀愷にそれぞれ1万人の兵を与えて漢城・楽城を攻めさせ、胡烈に陽安関を襲撃させた。これに対して蜀漢の蔣舒は胡烈に陽安関を開け渡して降伏し、蔣舒の同僚の傅僉は戦って戦死した。陽安関を落とした鍾会だが、漢城・楽城を落とすことはできず、迂回して長躯、剣閣へと軍を進めた。さらに子午道からは、魏興太守劉欽が兵を指揮して黄金に駐屯する柳隠を攻撃したがこれも降すことができず、劉欽は黄金より先へは進軍できなかった。
このときになってようやく張翼・董厥は陽安関より南にある漢寿にたどり着き、陰平より撤退してきた姜維・廖化らと合流して引き退き、剣閣を守備することとなった。鍾会は剣閣を攻めたが制圧することができず、また補給線が長くなり補給が困難となったため、撤退することを考えるようになった。
このため鄧艾は剣閣を迂回するという奇襲作戦を提案した。そこで冬10月、鄧艾と鍾会の部下の田章は剣閣を迂回し、陰平より非常に険阻な土地700余里を横断し、江油の手前で蜀軍の伏兵3部隊を破り、守将の馬邈を降して江油を制圧した。このとき鄧艾迎撃の命を受けた諸葛瞻は涪に駐屯しており、黄崇は速やかに進軍し要害の地を固め、敵を平地に入れないように何度も進言したが、諸葛瞻は状況を伺うばかりで軍を進めようとせず、結局、綿竹まで軍を引き、江油を失うこととなった。
同月、呉に蜀漢から救援要請が来た。そこで呉の孫休は、魏を牽制するために丁奉に魏の寿春を、丁封・孫異に沔中を攻撃させ、留平と施績にもどこへ出兵するか協議させた（『呉書』「孫休伝」）。
さらに鄧艾は進撃して、諸葛瞻が守る綿竹を攻めることとなった。鄧艾は鄧忠・師纂を派遣して諸葛瞻を攻撃させたが、破ることができずに敗退。退却してきた鄧忠・師纂は鄧艾に対し「勝利は不可能」と言ったが、鄧艾は鄧忠・師纂を叱り付けて、再び鄧忠・師纂を派遣して諸葛瞻を攻撃し、ついに勝利し、諸葛瞻・張遵・黄崇・李球らを討ち取った。
冬11月、諸葛瞻が討たれたことを知った劉禅は、譙周の勧めに従い、鄧艾に降伏し、蜀漢は滅亡した。また剣閣を守っていた姜維らは諸葛瞻が敗れたと聞くと、5万人前後の兵の指揮を執り広漢まで退いたが、劉禅の命令を受けて鍾会に降伏した。また魏軍が降せなかった最前線の漢城の蔣斌、楽城の王含、黄金の柳隠、郫の県令常勗らも、劉禅の命令により開城、降伏した。
その後、益州を分割して梁州が設置された。州治は沔陽県に置かれた。
264年春3月、劉禅は洛陽に移り、安楽県公に任命された。この頃、劉禅の配下で安南将軍・庲降都督の霍弋が6郡の太守・大将を率いて、魏に降伏した。

## 鍾会の乱(成都大騒擾)
劉禅を降伏させた鄧艾は旧蜀漢領統治の主導権を握るが、264年春1月、相次ぐ独断専横のため兵権を剥奪され逮捕された。独立の野心を抱いていた鍾会は大軍勢を1人で統率するようになったので、姜維とともに魏に反逆し、胡烈を含む一部の将軍・役人を幽閉した。
胡烈の元部下の丘建の従卒が胡烈に食料を差し入れに来た。また、それにならって胡烈の部下の従卒も胡烈に食料を差し入れに来たが、胡烈はその従卒に「丘建が極秘に情報を提供してくれた。鍾会は大穴を掘り、棒を数千本用意して、よその兵を順番に棒で殴り殺して、穴に投げ込むつもりらしい」という嘘の情報を流した。また、賈輔や王起も同様の情報を流した。これらの情報を聞いた胡烈の息子の胡淵や衛瓘ら諸軍が鍾会・姜維を襲って殺し、鍾会の乱は終わった。この乱で成都は甚大な被害を受けた上に、鄧艾や左車騎将軍張翼や蜀漢皇太子劉璿、蔣斌、尚書の衛継ら多数の将兵が死亡したという。このとき王隠の『蜀記』によると龐徳の子供龐会が関羽の子孫を皆殺しにしたとされるが、陳寿はじめとする蜀人の史家はそのような記録は残していない。

## 永安攻防戦
呉は蜀の敗れたことを知ると、将軍の盛憲を派遣して西上させ、援軍を送ると見せかけて羅憲を攻撃しようとした。羅憲は「漢（蜀漢）の滅亡は呉の命運に関わることであるのに、呉は我が難を救わず、利益を求め盟約を違えようとする。既に漢は滅び、呉も永くは保たれないであろう。どうして呉に降ることができようか」と言って永安城を堅守した。兵士たちがこの状況に動揺していたため、鎧を繕い、城壁を修復し、兵糧を集め、節義を説いて激励したところ、みな命令に従った。264年、呉は魏の鍾会・鄧艾が死んだことを知り、さらに征西軍を派遣し、歩協に永安城を包囲させた。羅憲は魏の陳騫に使者を送る一方、歩協の軍を大いに破った。
春2月、孫休は、陸抗らに兵3万を与えて永安城をさらに囲ませた。およそ半年の間、魏の援軍は至らず、また城内の者の大半が病に罹った。ある者が羅憲に脱出の策を説いたが、羅憲は「人主とは民が仰ぎ見る者であり、危急に臨んで民をよく安んぜず捨て去ることは、君子のなすところではない」として容れなかった。秋7月、司馬昭は胡烈を援軍として派遣し、陸抗らを退却させた。羅憲はこの功績により旧職を委ねられ、陵江将軍を拝命し、万年亭侯に封じられた。

## その後
- 『泰始四年（268年）に王富なる元兵士の逃亡犯が「諸葛都護（諸葛瞻の行官は都護）」の名を騙って数百人の仲間を集め反乱を起こし処刑されたという事件が記載されている[4]。この事件は一般民衆にも諸葛亮が根強く愛され、その子である諸葛瞻の人気・知名度もまた高かったことをうかがわせる。
- 姜維は、かつて涼州・雍州で反乱を起こして敗れた胡族の白虎文や羌族の治無載を蜀へ迎え入れ、成都の北西にある繁県に住まわせた[5]。白虎文は蜀漢の滅亡後は涼州に戻ったと見られ、鮮卑の禿髪樹機能の乱に参加した。蜀侵攻時に鍾会の配下だった秦州刺史の胡烈、鄧艾の配下だった涼州刺史の牽弘は、白虎文によって殺された。